# Den ljusnande framtid är vår
Den ljusnande framtid är vår är ett studioalbum från 1980 av Magnus Uggla. Albumet placerade sig som högst på femte plats på den svenska albumlistan. Albumtiteln Den ljusnande framtid är vår kommer från en rad ur "Studentsången".

## Låtlista

### Sida A
Låtar där inget anges är skrivna av Magnus Uggla.
1. "Mitt liv?"
2. "Skandal bjotis – Det är inte kärlek, det är kramp"
3. "Centrumhets" ("Metro Jets") (James MacCulloch/Nick Gilder/Magnus Uggla)
4. "Trendit, trendit"
5. "Vi möttes bara för en kväll"

### Sida B
1. "Just den där"
2. "Jag vill inte tillbaks"
3. "Panik"
4. "Någon som dej – Någon som du är"

## Medverkande musiker
- Per Allsing: trummor på "Just den där"
- Anders Eljas: diverse tangentinstrument
- Kjell Johansson; bas
- Lasse Jonsson; gitarr
- Chino Mariano; gitarr på "Vi möttes bara för en kväll"
- Anders Nordh; gitarr
- Magnus Persson; trummor utom på "Just den där"

## Listplaceringar
| Lista (1980) | Position                    |
| ------------ | --------------------------- |
| Sverige      | Sverige (Sverigetopplistan) |